# Banín
Banín (německy Bohnau) je obec nacházející se v okrese Svitavy v Pardubickém kraji. Leží zhruba 11 km jižně od Svitav, 64 kilometrů jihovýchodně od Pardubic a 153 kilometrů východně od Prahy. Výměra katastru je 1294 ha a obec má 302 obyvatel. Celá zástavba obce jakož i většina jejího katastrálního území leží v Čechách, ale okrajová část moderního katastru původně náležela k sousednímu katastrálnímu území Muzlov, a tak Banín v současnosti zasahuje i na Moravu.

## Historie
První zmínka o vsi Banín byla v roce 1291 jako circa villam Banín, později ještě jako villam Banyn et Nouam Belam, Banyns, Banina cum Filia. V roce 1669 byl Davidem Jakubem Streckfusem v Brně odlit zvon (výška 110 cm, průměr 116 cm) zavěšený ve věži farního kostela sv. Barbory. Další zvon (výš. 80 cm, prům. 89 cm) odlit v roce 1688 v Olomouci Pavlem Reimerem.

## Obyvatelstvo
| Rok            | 1869 | 1880 | 1890 | 1900 | 1910 | 1921 | 1930 | 1950 | 1961 | 1970 | 1980 | 1991 | 2001 | 2011 | 2021 |
| -------------- | ---- | ---- | ---- | ---- | ---- | ---- | ---- | ---- | ---- | ---- | ---- | ---- | ---- | ---- | ---- |
| Počet obyvatel | 701  | 668  | 702  | 719  | 731  | 696  | 694  | 367  | 403  | 357  | 328  | 276  | 304  | 301  | 280  |
| Počet domů     | 116  | 115  | 115  | 112  | 112  | 112  | 121  | 106  | 90   | 84   | 88   | 99   | 108  | 110  | 110  |

## Obecní správa a politika
V letech 1869–1976 představuje samostatnou obec, od 1. dubna 1976 do 31. srpna 1990 byla vesnice součástí obce Lavičné a od 1. září 1990 se stala samostatnou obcí. V letech 1850–1869 k obci patřilo Lavičné.
V letech 2010–2014 byl starostou Jiří Švihel, mezi lety 2014 a 2022 funkci vykonával Josef Peterka.
Znak a vlajka byly obci uděleny rozhodnutím Poslanecké sněmovny Parlamentu České republiky dne 11. května 2006.

## Pamětihodnosti
- Zástavba z pol. 19. století
- Panský dvůr s lihovarem, raně barokní – letní sídlo Marie Terezie
- Hřbitov se zvonicí
- Gotický kostel sv. Barbory z poč. 14. stol.
- Železný kříž s kamenným podstavcem v blízkosti vchodu do kostela sv. Barbory z roku 1858 spolu s kamennou sochou světice z roku 1872.